# Ludwig von Wallmoden
Ludwig von Wallmoden, né le 6 février 1769 à Vienne et mort le 22 mars 1862 dans la même ville, est un général de Cavalerie autrichien.

## Biographie
Ludwig von Wallmoden est le fils de Johann Ludwig von Wallmoden-Gimborn, un diplomate britannique en poste en Autriche et fils naturel du roi George II de Grande-Bretagne.
Il sert d'abord dans les rangs hanovriens puis en 1790 passe au service de la Prusse et en 1795 à celui de l'Autriche. Il se distingue à la tête d'un corps de partisans pendant les campagnes de 1796 à 1801 et effectue en parallèle quelques missions diplomatiques.
En 1809, il conclut le traité entre le Royaume-Uni et l'Autriche assurant à cette dernière les subsides britanniques. À son retour à Vienne, il participe à la bataille de Wagram où il se distingue. Après le traité de Schönbrunn, il est promu Feldmarschall-Leutnant et nommé à la tête d'une division en Bohême.
En 1813, Wallmoden passe au service de l'Empire russe. Il prend la tête de la légion russo-allemande au sein de l'armée du Nord. Il fait face au 13e corps du maréchal Davout et est enfoncé au combat de Lauenbourg à la fin du mois d'août. Il prend sa revanche en écrasant la division isolée du général Pécheux à la bataille de la Göhrde et commence le siège de Hambourg, puis envahit le Schleswig et contraint le Danemark à demander un armistice.
En 1817, il repasse au service de l'Autriche et devient commandant en chef des troupes autrichiennes stationnées dans le royaume des Deux-Siciles. En 1821, il commande le principal corps autrichien envoyé réprimer le soulèvement libéral napolitain après le congrès de Laybach et occupe en juin la Sicile, où il reste jusqu'en 1823. Il commande ensuite le 1er corps en Italie du Nord puis la place de Milan avant de se retirer en 1848.
Wallmoden meurt sans descendant le 22 mars 1862.